# Parafia Chrystusa Zbawiciela w Przasnyszu
Parafia pw. Chrystusa Zbawiciela w Przasnyszu – rzymskokatolicka parafia należąca do dekanatu przasnyskiego, diecezji płockiej, metropolii warszawskiej.

## Historia parafii
Parafia została erygowana 15 sierpnia 1998 przez bpa Zygmunta Kamińskiego. 16 września została zakupiona ziemia pod budowę kaplicy i budynki parafialne. 4 października tegoż roku ks. Franciszek Różański, dziekan przasnyski, poświęcił krzyż i plac pod budowę. Pod koniec kwietnia 1999 zostały rozpoczęte prace budowlane. 9 kwietnia 2000, podczas wizytacji parafii, biskup płocki Stanisław Wielgus dokonał poświęcenia kaplicy parafialnej.

## Działalność parafialna

### Księgi metrykalne
Księgi metrykalne są prowadzone od 1998 dla: chrztów, ślubów i zgonów.

### Wspólnoty parafialne
Od 1999 przy parafii działa muzyczny zespół Amicus Dei.

## Duszpasterze

### Proboszczowie
- od 1998: ks. Romuald Ciesielski

## Obszar parafii

### Miejscowości i ulice
W granicach parafii znajdują się miejscowości:

- Góry Karwackie,
- Karwacz,
- Polny Młyn,
- Sierakowo,
- Wandolin,
- Wyrąb Karwacki (część),
- Zawadki

oraz ulice: 

- Asnyka,
- Baczyńskiego,
- Baranowska,
- Broniewskiego,
- Cicha,
- Dąbrowskiej,
- Gałczyńskiego,
- Iwaszkiewicza,
- Al. Jana Pawła II,
- Jasna,
- Jesionowa,
- Konopnickiej,
- Kopernika,
- Lotników,
- 9 Maja,
- Makowska,
- Matuszewskiego,
- Mickiewicza,
- Norwida,
- Orzeszkowej,
- Oszkobłok,
- Prusa,
- Przepałkowskiego,
- Reymonta,
- Różana,
- Starzyńskiego,
- Tuwima,
- Witkiewicza,
- Witosa,
- Al. Jana Pawła II,
- Al. Wojska Polskiego,
- Żeromskiego,
- Żwirki i Wigury.